# Stazione di Meta
Stazione di Meta vasútállomás Olaszországban, Meta településen.

## Vasútvonalak
Az állomást az alábbi vasútvonalak érintik:
- Torre Annunziata-Sorrento-vasútvonal

## Kapcsolódó állomások
A vasútállomáshoz az alábbi állomások vannak a legközelebb:
- Stazione di Piano di Sorrento (Stazione di Sorrento, line 13)
- Stazione di Seiano (Stazione di Napoli Porta Nolana, line 13)